# Neurolingvisztika
A neurolingvisztika az emberi agyban lévő idegi mechanizmusok tudománya, melyek irányítják a nyelv megértését, produkcióját és elsajátítását. Módszertant és elméletet merít oly területekből, mint az idegtudomány, nyelvészet, kognitív tudomány, neurobiológia, kommunikációs rendellenességek, neuropszichológia és számítástechnika. A legtöbb jelenségét a pszicholingvisztika és elméleti nyelvészet modelljei mutatják be. A neurolingvisztikában folyó vizsgálatok arra fókuszálnak, miképp tudja az agy végrehajtani azokat a folyamatokat, melyeket az elméleti pszicholingvisztika a nyelv produkciójában és megértésében szükségesnek tekint. A neurolingvisztika területén dolgozó kutatók azon fiziológiai folyamatokat tanulmányozzák, melyek által az agyi folyamatok információi kapcsolódnak a nyelvhez, és értékelik a nyelvészeti és pszicholingvisztikai elméleteket az afáziológia, agyi képalkotó eljárások, elektrofiziológia, illetve számítógépes modellezési módszerek alkalmazásával.

Broca-terület és Wernicke-terület

## Története
A neurolingvisztika történelmileg a 19. századi afáziológia fejlődésében gyökerezik, mely az agyi károsodás eredményeképpen bekövetkezett nyelvi deficitek (afáziák) tudománya. Az afáziológia úgy próbálja meg összefüggésbe hozni a struktúrákat a funkciókkal, hogy megvizsgálja az agyi sérülések hatását a nyelvi feldolgozásra. Egy francia sebész, Paul Broca volt az első, aki kapcsolatot vázolt fel egy konkrét agyterület és a nyelvi feldolgozás között. Broca boncolásokat végzett számos olyan személyen, akinek beszéd deficitje volt és azt találta, hogy többségüknek agyi károsodása (vagy léziója) volt a bal frontális lebenyen, azon a területen, amit ma Broca területnek hívunk. A frenológusok már a 19. század elején azt állították, hogy különböző agyi régiók különböző funkciókat teljesítenek, és hogy a nyelvért leginkább az agy frontális régiói felelnek, de Broca tanulmánya volt talán az első, mely empirikus bizonyítékot is nyújtott, amit a neurolingvisztikában, valamint a kognitív tudomány területén korszakalkotónak vagy kulcsfontosságúnak tartanak. Később Karl Wernicke - akiről elnevezték a Wernicke-területet - azt feltételezte, hogy különböző agyi régiók különböző nyelvi feladatokra specializálódtak. A Broca terület a beszéd motoros produkciójáért felelős, a Wernicke-terület pedig a hallási beszéd megértéséért. Broca és Wernicke munkája létrehozta az afáziológia tudományát és azt az elképzelést, hogy a nyelv tanulmányozható az agy fizikai jellemzőinek vizsgálatával. Az afáziológiában Korbinian Brodmann 20. század elejéből származó munkája szintén jelentősnek bizonyult, ugyanis ő térképezte fel az agy felszínét azáltal, hogy az egyes területeket sejtfelépítése és funkciója alapján részekre osztotta fel. Ezeket a területek - melyeket Brodmann területeknek hívjuk - ma is széles körben alkalmazzuk az idegtudományban.
A neurolingvisztika fogalom megalkotását Harry Whitakernek tulajdonítjuk, aki megalapította a Neurolingvisztika folyóiratot 1985-ben.
Habár az afáziológia a történelmi magja a neurolingvisztikának, mégis e terület meglehetősen gyarapodott az elmúlt évben, részben az új agyi képalkotó ( mint a PET és az MRI ), valamint az időérzékeny elektrofiziológiai technikák (EEG és MEG) felbukkanásának köszönhetően. Az elektrofiziológiai technikák 1980-ban bukkantak fel az N400 felfedezésével, mely a nyelv megértésében a szemantikus fogalmakra érzékenységet mutató agyi válasz. Ezen eljárások képesek kihangsúlyozni az agyi aktiváció mintázatait nyelvi feladatok végzése közben.

## A neurolingvisztika mint tudományág

### Átfedések más területekkel
A Neurolingvisztika szorosan összekapcsolódik a pszicholingvisztika területével, mely kísérletet tesz az agy kognitív mechanizmusainak magyarázatára a kísérleti pszichológia hagyományos módszereinek alkalmazásával. Ma a pszicholingvisztikai és neurolingvisztikai elméletek gyakran átfedik egymást, valamint a két terület között nagy együttműködés mutatkozik. A pszicholingvisztikusok és az elméleti nyelvészek erőfeszítéseinek köszönhetően a neurolingvisztikában számos tanulmány foglalkozik az elméletek ellenőrzésével és értékelésével. Általánosságban az elméleti nyelvészek tételeznek fel modelleket a nyelv struktúrájának magyarázatára, a pszicholingvisztikusok magyarázzák meg modelleket és algoritmusok segítségével, hogy az agyban hogyan dolgozódnak fel a nyelv információi, a neurolingvisztikusok pedig analizálják az agyi aktivitást, hogy bebizonyítsák, hogy a biológiai struktúrák (mint például a neuronok) hogyan hajtják végre a pszicholingvisztikai feldolgozó algoritmusokat. A neurolingvisztikával foglalkozó kutatók új megállapításokat is tehetnek a nyelv struktúrájáról vagy szerveződéséről, melyek az agy fiziológiájával kapcsolatos bepillantásokon alapulnak. 
A nyelvészet minden fő területén folytak neurolingvisztikai vizsgálatok. A következő felsorolás tartalmazza a fő nyelvészeti területeket és azt, hogy ezekkel milyen összefüggésben van a neurolingvisztika

### Táblázat
| Alterület                 | Leírás                                                                          | Kutatói kérdések a neurolingvisztikában |
| ------------------------- | ------------------------------------------------------------------------------- | --- |
| Fonetika                  | beszédhangok tudománya                                                          | hogyan távolítja el az agy a beszédhangokat az akusztikus jelektől, hogyan különíti el az agy a beszédhangokat a háttérzajtól                        |
| Fonológia                 | hangok nyelvben való szerveződésének tudománya                                  | egy bizonyos nyelv fonológiai rendszere hogyan reprezentálódik az agyban                                                                             |
| Morfológia és lexikológia | a szavak mentális lexikonban való strukturálódásának és tárolódásának tudománya | az agy hogyan tárolja és hogyan fér hozzá azokhoz a szavakhoz, amit az ember tud                                                                     |
| Szintaxis                 | az összetett szókifejezések kivitelezésének tudománya                           | hogyan kombinálja az agy a szavakat komponensekké és mondatokká, hogyan használjuk a strukturális és szemantikus információt a mondatok megértésében |
| Szemantika                | jelentés nyelvben való kódolásának tudománya                                    | hogyan kombinálja az agy a szavakat komponensekké és mondatokká, hogyan használjuk a strukturális és szemantikus információt a mondatok megértésében |

## Témái
Neurolingvisztikai kutatók számos témát vizsgálnak meg, többek között azt, hogy hol dolgozódnak fel a nyelv információi, a nyelvfeldolgozás hogyan tárul fel az idők során, hogyan kapcsolódnak az agyi struktúrák a nyelvelsajátításhoz és a tanuláshoz, és hogyan járul hozzá a neuropszichológia a beszédhez és a nyelv patológiához.

### Nyelvi folyamatok lokalizációi
Számos tanulmány a nyelvészetben, mint Brocka és Wernicke korai munkája is, a nyelvi modulok lokalizációját kutatta az agyon belül. A kutatói kérdések annak megválaszolására irányultak, hogy milyen irányú nyelvi információk követik egymást az agyon át, amíg feldolgozódnak, hogy vajon az egyes területek specializálódnak-e egyes információfajták feldolgozására, a különböző agyi régiók hogyan hatnak egymásra a nyelvfeldolgozásban, hogyan különböznek az agyi aktiváció lokalizációi, ha egy tárgy felidézése vagy észlelése más nyelven történik, mint a személy anyanyelve.

### A nyelvfeldolgozás idői lefolyása
A neurolingvisztika irodalmának egy másik területe az elektrofiziológiai módszerek alkalmazását foglalja magába azon célból, hogy időben megvizsgálja a gyors nyelvfeldolgozás folyamatát. Az agyi aktivitások specifikus csúcsértékének temporális elrendezése diszkrét számítási folyamatokat fejez ki, amin az agy nyelvfeldolgozás alatt keresztülmegy. Például a mondatelemzés egy neurolingvisztikai elmélete azt feltételezi, hogy három agyi válasz (ELAN, N400, P600) produkálódik három különböző lépésben a szintaktikus és szemantikus feldolgozásban.

### Nyelvelsajátítás
Egy másik téma az agyi struktúrák és a nyelvelsajátítás közötti kapcsolat. Már az első nyelvelsajátítás kutatásban megállapították, hogy a csecsemők hasonló és előre látható állomásokon (mint a gagyogás) mennek át. Néhány neurológiai kutatás megkísérel kapcsolatot találni a nyelvfejlődés állomásai és az agyfejlődés állomásai között, míg más vizsgálatok azon fizikai változásokat (neuroplaszticitást) kutatják, melyeken az agy a második nyelv elsajátítása során megy keresztül, amikor a felnőttként egy új nyelvet tanulunk.

### Nyelv patológia
A neurolingvisztikai módszerek arra is alkalmasak, hogy tanulmányozzák a nyelvben lévő rendellenességeket és meghibásodásokat – mint az afáziát vagy a diszlexiát – és azt, hogy ezek hogyan kapcsolódnak az agy jellemzőihez.

## Módszerei

### Agyi képalkotó eljárások
Amióta e terület egyik középpontja a nyelvészeti és pszicholingvisztikai modellek tesztelése, azóta az a technológia, melyet a kutatásokban használnak, nagyon fontos a neurolingvisztikai tanulmányokhoz. A modern agyi képalkotó eljárások nagyban hozzájárultak, hogy megértsük a nyelvfunkciók anatómiai szerveződését. A neurolingvisztikában használatos agyi képalkotó módszerek hemodinamikus (ilyen a PET és az fMRI, melyek jó térbeli felbontást nyújtanak), elektrofiziológiai (ilyen az EEG és a MEG kitűnő idői felbontással) és olyan módszerekbe osztályozzuk, melyek direkt stimulálják a kérget.

### Kísérleti módszerek
A neurolingvisztikusok széles körét alkalmazzák a vizsgálati módszereknek azzal a céllal, hogy levonják a következtetéseket arról, hogy a nyelv hogyan reprezentálódik és hogyan dolgozódik fel az agyban. Ezen módszerek az eltérési elrendezés, megszegés-alapú kutatások, priming különböző formái vagy az agy közvetlen stimulációja.